# Open Software License
L'Open Software License est une licence logicielle open source copyleft, conçue pour être proche de la LGPL, tout en protégeant les utilisateurs des brevets logiciels.

## Historique
Le projet Debian ne reconnaît pas la licence dans sa version 1.1 comme compatible avec les principes du logiciel libre selon Debian, et ne s'est plus par la suite prononcé sur la question.
En 2011, une controverse oppose EllisLab aux utilisateurs de CodeIgniter sur le choix de distribuer la version 3.0 sous licence OSL ; EllisLab argue qu'il s'agit d'une campagne FUD.
Divers logiciels ont de leur côté abandonné la licence OSL, comme NUnitLite au profit d'une triple license MIT / X / Expat[réf. souhaitée], et Mulgara au profit d'une licence Apache[réf. souhaitée].